# Stern
Stern („gwiazda”) – ilustrowany tygodnik ukazujący się w Niemczech. Założony w 1948 roku, w 2000 jego nakład wynosił około miliona egzemplarzy.
W 1983 roku wzbudził międzynarodową sensację, publikując w odcinkach rzekome dzienniki Adolfa Hitlera. Historycy wykazali jednakże, iż była to mistyfikacja, a tygodnik długo musiał odzyskiwać zaufanie czytelników.
Na rynku niemieckim postrzegany jest jako główny konkurent tygodnika „Der Spiegel”.

## W Polsce
W Polsce można go kupić za pośrednictwem firmy Europress w dużych miastach.
W powojennej Polsce zarządzeniem p.o. dyrektora Głównego Urzędu Kontroli Prasy, Publikacji i Widowisk w zastępstwie, Mariana Mikołajczyka, z 17 października 1951 czasopismo zostało pozbawione debitu komunikacyjnego i zakazano jego rozpowszechniania w Polsce Ludowej.

## Nagrody
- 1971: Nagroda im. Ericha Salomona[3].